# حملات قسطنطين الجرمانية والسارماتية

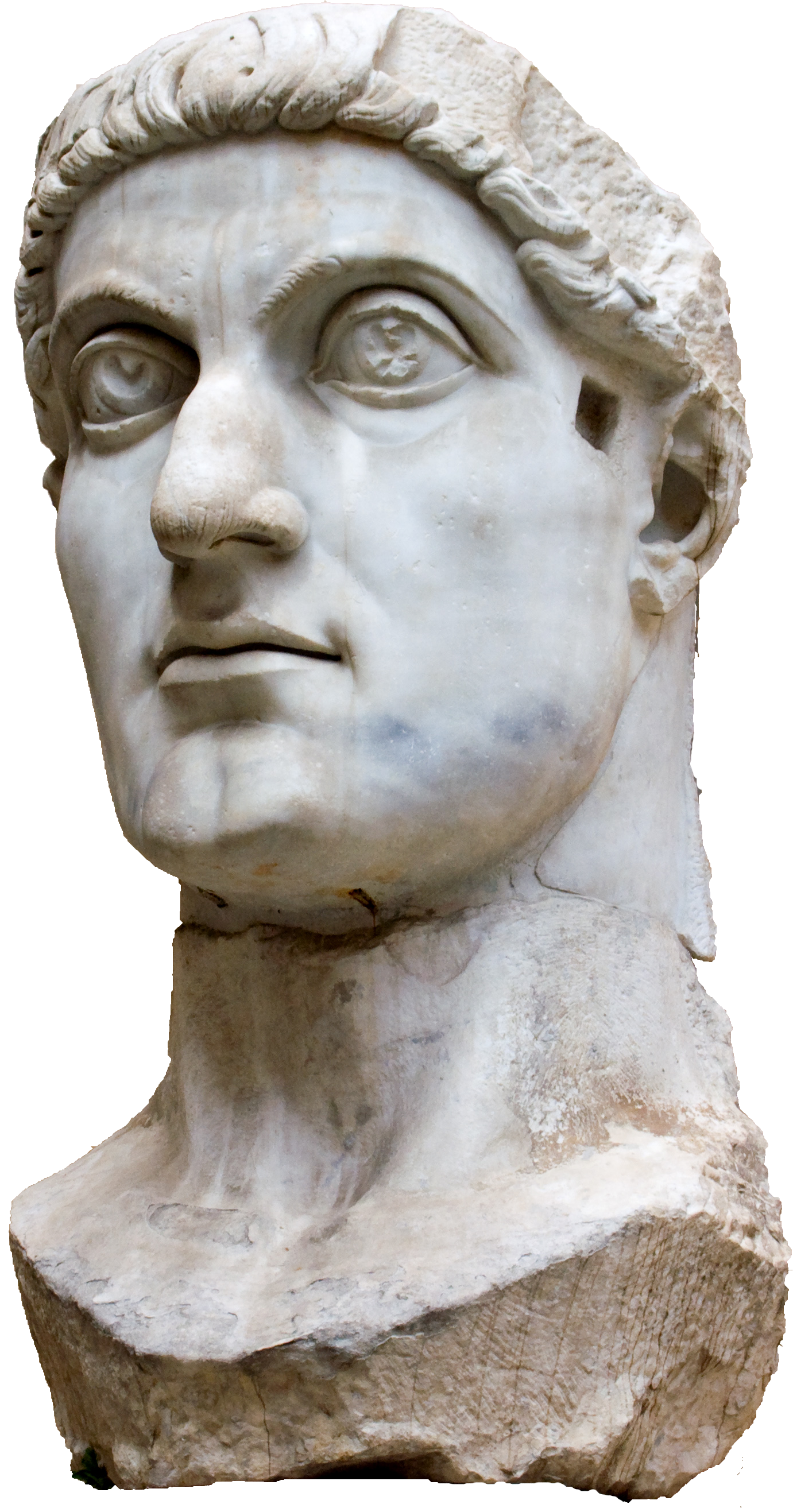
تمثال قسطنطين الأول في متاحف الكابيتول في روما

خاض الإمبراطور الروماني قسطنطين الأول الحملات الجرمانية والسارماتية ضد الشعوب الجرمانية المجاورة، التي تضم الفرنجة والألامانيين والقوط، بالإضافة إلى الأيازيجيس السارماتيانية، على طول النظام الدفاعي الشمالي الروماني لحماية حدود الإمبراطورية، بين 306 و336.
بعد أن سيطر على المقاطعات الغربية على طول نهر الراين (في 306) بعد وفاة والده قسطنطينوس كلوروس (أغسطس الغرب) في 306، ركز قسطنطين قواته في البداية للدفاع عن هذه المنطقة من الحدود ضد الفرنجة والألامانيين، جاعلًا أغسطس تريفور أول عاصمة له لهذا الغرض. بعد هزيمة المغتصب مكسنتيوس في معركة جسر ميلفيو عام 312، أصبحت إيطاليا بكاملها تحت سيطرة قسطنطين وبالتالي أصبح أغسطس منفردًا في الغرب.
في فبراير 313 شكل قسطنطين (الذي قضى الشتاء في روما) تحالفًا مع إمبراطور الشرق، ليسينيوس، وتعزز بزواج ليسينيوس من أخت قسطنطين، فلافيا جوليا قنسطنطينا. استمر هذا التحالف لبضع سنوات فقط، قبل أن يدخل قسطنطين وليسينيوس في صراع عام 316. هزم قسطنطين ليسينيوس، وأجبره على التنازل عن إليريكم لقسطنطين، ولكن ليس ثراسيا.
في السنوات التالية، احتل قسطنطين القسم المركزي من نهر الدانوب، حيث قاتل في الغالب ضد السارماتية في بانونيا، وأقام في سيرميوم بشكل مستمر تقريبًا حتى عام 324 (عندما تحرك ضد ليسينيوس مرة أخرى)، وجعلها عاصمته مع سيرديكا. في هذا الوقت أظهر قسطنطين أيضًا نزعة عسكرية نشطة للغاية، حيث سافر على طول حدود أراضيه المكتسبة حديثًا. منذ عام 320 عين ابنه الأكبر، كريسبوس، حاكم برايتوري، وسلمه القيادة العسكرية للغال. عندما علم أن جيشًا من القوط قد عبر نهر الدانوب للإغارة على الأراضي الرومانية في مويسيا الدنيا وثراسيا، التي تخص الإمبراطور ليسينيوس، غادر مقره العام في سالونيك وسار ضدهم (323). أطلقت حقيقة أنه تعدى على جزء من الإمبراطورية التي لم تكن تحت سيطرته العنان للمرحلة الأخيرة من الحروب الأهلية في الرباعية، والتي انتهت بهزيمة ليسينيوس الكاملة وتكريس قسطنطين كإمبراطور روماني وحيد.
شهدت الفترة الأخيرة من حكم قسطنطين، حتى وفاته (337)، تعزيز الإمبراطور المسيحي النظام الدفاعي بأكمله على نهر الراين والدانوب، وحصل على نجاحات عسكرية مهمة وأعاد تأكيد سيطرته على جزء كبير من الأراضي التي هجرها الرومان تحت حكم غالينوس وأوريليان: أغري دكومتس من الألاماني، المنطقة الواقعة جنوب تيسا من السارماتية، وكذلك أولتينيا وفالاشيا من الغال.

## السياق التاريخي
بوفاة الإمبراطور نومريان في نوفمبر 284 (الذي عهد إليه والده كاروس بالإمبراطورية الرومانية الشرقية) ورفض القوات الشرقية الاعتراف بابن كاروس الأكبر كارينوس خلفًا له، وهو جنرال مثبت من أصول إيليريا، ديوكلتيانوس، رفِع إلى اللون الأرجواني. في نهاية الحرب الأهلية التي تلت ذلك، انتصر ديوكلتيانوس، وفي عام 285 عين مكسيميانوس نائبًا له (أو قيصر) ثم بعد بضعة أشهر رفعه إلى رتبة أغسطس (1 أبريل 286)، وبالتالي شكل حكومة ثنائية، اقتسم فيها الإمبراطوران حكومة الإمبراطورية تبعًا للخطوط الجغرافية. استتبع ذلك أيضًا تقسيم مسؤولية الدفاع عن الحدود الشمالية من الغارات الجرمانية والسارماتية.
نظرًا للصعوبة المتزايدة في احتواء الثورات الداخلية وتلك الموجودة على طول الحدود، نُفذ تقسيم إقليمي آخر عام 293 لتسهيل العمليات العسكرية: أطلق ديوكلتيانوس على غاليريوس لقب قيصر في الشرق، بينما اختار مكسيميانوس قسطنطيوس كلوروس في الغرب.
لكن هذا النظام الرباعي وقع في أزمة بعد عام واحد فقط من تنازل اثنين من الأوغستي في 305، فاندلعت حرب أهلية جديدة (306-324)، وظهرت خروقات جديدة على طول الحدود الخارجية الرومانية، مع محاولة السكان الاستقرار داخل الأراضي الرومانية.
بمجرد تولي قسطنطين العرش، أصبح أغسطس الغرب الوحيد بعد معركة جسر ميلفيو في عام 312، وبعد ذلك هزم ليسينيوس وأعاد توحيد الإمبراطورية تحت إمبراطور واحد (324)، لتكون الحدود الشمالية محمية كما ينبغي مرةً أخرى. ليس من قبيل المصادفة أن يُنسب إلى قسطنطين مسؤولية إتقان الإصلاحات العسكرية لديوكلتيانوس وأيضًا استعادة أو تبعية جميع الأراضي التي سيطر عليها تراجان.

### الخلفية: وفاة قسطنطينوس كلوروس
مع وفاة قسطنطينوس كلوروس في إبريكوم (يورك) في 25 يوليو 306، دخلت الحكومة الرباعية في أزمة: الابن الأكبر للإمبراطور الميت، أعلِن قسطنطين أغسطسًا من قبل الجنرال الألاماني شروكوس وجيش بريتانيا. انتخِب وفقًا لمبدأ الأسرة الحاكمة بدلًا من نظام الجدارة للنظام الرباعي الذي أنشأه ديوكلتيانوس. المؤرخ لاكتانتيوس هو الوحيد الذي أكد أن والد قسطنطين أطلق عليه لقب أغسطس وهو على فراش الموت. استاء غاليريوس من هذا الفعل وعرض على ابن زميله المتوفى لقب قيصر، الذي قبله قسطنطين، مما سمح لفاليريوس سيفيروس بأن يخلف والده قسطنطينوس بدلًا من ذلك. بعد بضعة أشهر، اشتهر مكسنتيوس ابن أغسطس مكسيميانوس بالإمبراطور من قبل الحرس البريتوري بدعم من مسؤولين مثل مارسيليانوس ومارسيلوس ولوسيانوس (ولكن ليس أبيليوس، نائب الحاكم الحضري، الذي قُتل)، مما أعاد تأكيد مبدأ الأسرة الحاكمة. في هذه الفترة بدأ قسطنطين في تحقيق نجاحات عسكرية مهمة ضد الألامان والفرنجة، على امتداد الحدود المنسوبة إليه، كما روى أوتروبيوس.

## القوات في الميدان

### الرومان
فيما يتعلق بالقوات الرومانية المتمركزة على امتداد كامل الحدود الشمالية من بريتانيا إلى مويسيا، من المهم ملاحظة أنه في ذلك الوقت كان هناك إصلاح مهم للغاية للجيش الروماني، ونشر جديد للفيالق الرومانية على طول الحدود وزيادة في حجم الجيش الروماني. في الواقع، نحن نعلم أنه مع إصلاحات ديوكلتيانوس الرباعية، ارتفع العدد الإجمالي للجيوش إلى 55 أو 56 في عام 300. أدى وصول قسطنطين إلى العرش وعودة الأسرة الحاكمة إلى الزيادة النهائية في عدد الفيالق الرومانية إلى 62 أو 64 في عام 330 تقريبًا.

### البرابرة
على طول نهر الراين، ضغط الفرنجة والساكسون بشكل خاص على بلاد الغال وبريتانيا. توغل الألامانيون أيضًا في هذه المناطق، لكن الهدف الرئيسي لهجماتهم في هذا الوقت كان شمال إيطاليا عبر بانونيا (الجزء الغربي من نهر الدانوب). وقعت الاشتباكات الكبرى على طول نهر الدانوب السفلي في المقاطعات الرومانية في منطقة البلقان، حيث ركز الماركومانيون والكوادي والسارماتيين وخاصة القوط (المقسمين إلى طرونجة وغرايتوتجي) هجماتهم.

## مراحل الصراع

### المرحلة الأولى (306-316): الدفاع عن نهر الراين
306
لم يتمكن قسطنطين البالغ من العمر 21 عامًا من الحصول على إذن لزيارة والده المريض قسطنطيوس كلوروس (أغسطس الغرب) من أغسطس من الشرق، غاليريوس، الذي كان يعيش في بلاطه منذ زمن ديوكلتيانوس، فقرر الهروب في ربيع ذلك العام. وجد والده في جيسورياكوم (بولوني سور مير) على وشك عبور القناة الإنجليزية إلى بريتانيا وانضم إليه في حملة عسكرية ناجحة ضد البيكتيين والسكوتيين إلى الشمال من سور هادريان. عندما توفي والده خلال الصيف، أعلن قسطنطين أغسطس الغرب من قبل القوات الموالية لوالده في إبريكوم في 25 يوليو.
مع ذلك، احتاج رئيس الربع الشاب إلى الاعتراف بانتخابه لمنصب إمبراطوري، لا سيما من قبل غاليريوس، أعلى رتبة في الأوغستي. فضل غاليريوس صديقه ورفيقه في السلاح ليسينيوس على قسطنطين. في مواجهة الأمر الواقع وفي مواجهة «انفصال» بلاد الغال وبريتانيا، أطلق غاليريوس على القيصر السابق فاليريوس سيفيروس لقب أغسطس الجديد مع السيطرة على إيطاليا، وأفريقيا، وإسبانيا، واعترف بقسطنطين فقط باعتباره قيصر. قبل قسطنطين ذلك طواعية وفي خريف العام نفسه عاد إلى أوغوستا تريفيروروم (ترير) حيث كان بإمكانه مراقبة الحدود الغالية بسهولة أكبر، والتي كان يهددها الفرنجة. استمر في الدفاع عن امتداد الليمس المهم للسنوات الست التالية، ونقل بلاطه الإمبراطوري بالكامل إلى ترير وحولها إلى عاصمته (التي بلغ عدد سكانها 80,000 نسمة)، وبنوا أولا بالاتينا المهيبة في 310. خلال هذه السنوات، لم يقتصر الأمر على تعزيز دفاعات هذه المنطقة ضد التوغلات المستمرة للبرابرة، بل عزز أيضًا القوات الخاضعة لسيطرته، وزاد قواته من خلال إنشاء فيالق جديدة.